# San Andrés Huayapam
San Andrés Huayapam es una localidad del estado mexicano de Oaxaca. Es cabecera del municipio de San Andrés Huayapam.

## Demografía
| Gráfica de evolución demográfica |
|                                  |

| Censo | Población |
| ----- | --------- |
| 1900  | 527       |
| 1910  | 555       |
| 1921  | 484       |
| 1930  | 451       |
| 1940  | 489       |
| 1950  | 495       |
| 1960  | 570       |
| 1970  | 599       |
| 1980  | 752       |
| 1990  | 2 355     |
| 1995  | 2 803     |
| 2000  | 3 443     |
| 2005  | 4 104     |
| 2010  | 4 344     |
| 2020  | 5 699     |